# Zoophthora falcata
Zoophthora falcata är en svampart som beskrevs av Balazy 1993. Zoophthora falcata ingår i släktet Zoophthora och familjen Entomophthoraceae.   Inga underarter finns listade i Catalogue of Life.